# Рожко, Валерий Витальевич
Валерий (Валериан) Витальевич Рожко (укр. Валерій (Валеріан) Віталійович Рожко; род. 19 сентября 1948, Винница, Украинская ССР, СССР) — советский и украинский кинооператор и кинорежиссёр.

## Биография
Родился Валерий Витальевич Рожко 19 сентября 1948 года в Виннице.
В 1976 году окончил операторский факультет Киевского института театрального искусства имени И. К. Карпенко-Карого (мастерская С. Шахбазяна, И. Белякова). Работал ассистентом оператора Украинской студии хроникально-документальных фильмов.
С 1976 года — оператор Киевской киностудии имени А. П. Довженко.
Член Национального союза кинематографистов Украины.

## Фильмография
Оператор
- 1977 — Весь мир в глазах твоих…
- 1980 — Мужество
- 1982 — Нежность к ревущему зверю
- 1983 — Ненаглядный мой
- 1984 — Если можешь, прости
- 1985 — На крутизне
- 1985 — Пароль знали двое
- 1987 — Случай из газетной практики
- 1988 — Генеральная репетиция
- 1991 — Карпатское золото
- 1991 — Медовый месяц
- 1993 — Ленин в огненном кольце
- 1993 — Три плача по Степану
- 2005 — Исцеление любовью
- 2013 — Спецотряд «Шторм»

Режиссёр
- 2000 — Потерянный рай
- 2003 — Дикий табун
- 2005 — Сёстры по крови
- 2006 — Всё включено
- 2007 — Мачеха
- 2007 — Срочно в номер
- 2008 — Взрослые игры
- 2009 — Кармелита: Цыганская страсть
- 2011 — Институт благородных девиц
- 2011 — Зарево
- 2012 — Стань мной
- 2015 — Владимирская, 15
- 2017 — Тот, кто не спит
- 2018 — Ментовские войны. Харьков
- 2020 — Ментовские войны. Харьков-2
- 2021 — Ментовские войны. Харьков-3
- 2021 — Топтун

Сценарист
- 2000 — Потерянный рай

## Награды
- 2000 — Приз «За лучший украинско-российский фильм» фильму «Потерянный рай» на Международном кинофоруме «Ялта—2000»
- 2003 — Медаль имени Александра Довженко за фильм «Дикий табун» на 3-м Международном телекинофоруме «Вместе» в Ялте